# Вели Варош
Вели варош је градска четврт хрватског града Сплита и један од његових најстаријих дијелова, настао на источној падини и у подножју брда Марјан. То је најзападнији дио старог града Сплита, препознатљивог по уским улицама и каменим кућама, односно архитектури типичној за јадранске градове.

## Историја
Развио се изван бедема средњовјековног утврђења, око цркве Св. Микуле из 11. вијека. Касније су изграђене цркве Св. Крижа и самостан Св. Фране.

## Познати Варошани
- Вицко Крстуловић
- Миљенко Смоје
- Иво Санадер